# チェリー (曲)
「チェリー」は、日本のロックバンド・スピッツの楽曲。1996年4月10日にポリドールより通算13作目のシングルとして発売。初回盤のみシール仕様。

## 概要
ノンタイアップながら発売から4週目に1位を獲得。ミリオンセラーを記録し、『ロビンソン』とほぼ同枚数の161.3万枚を売り上げた。
タイトルの由来について、草野は「僕たちチェリーボーイズと言うことで……」と回答しており、後に「（ヴァージンという意味もあるが）桜は春に咲く花、そういう意味でも何かから抜け出す、出発するようなイメージ」と答えている。
PVは短時間で撮影された。映像は室内で演奏するシンプルな形であり、室内とメンバーの服装は白や明るい鮮やかな色を中心にコーディネートされている。カット割りなしのオール1カットの計算された作品となっている。
JOYSOUNDの発表しているカラオケ年間ランキングでは、21位（2012年）、12位（2013年）、19位（2014年）にランクインしており、現在も幅広い世代から人気である。
2019年から放送されているNTT東日本のテレビCMで「チェリー」が使われた。サビの歌詞「愛してる」と「ICT」を掛け合わせた「ICT（アイシテ）る？」をキャッチフレーズにしている。
2023年7月26日、Billboard JAPANチャートにおけるストリーミングの累計再生回数1億回を突破した。なお1億回突破は90年代の楽曲としては史上3曲目であり、1億回突破した楽曲の中ではリリースが最も古い楽曲と報じられた。2025年3月26日には累計再生回数2億回を突破した。
2025年7月18日、日本レコード協会認定にてダウンロード（フル配信）でのミリオンが認定された。本作の配信開始から19年3ヶ月（初出から29年3ヶ月）かかっており、既往の記録であった中島みゆき『糸』の15年10ヶ月（初出から25年4ヶ月）を抜き、史上最も長い年月をかけてフル配信ミリオンに到達した作品となった。

## 収録曲
全曲 作詞・作曲／草野正宗、編曲／笹路正徳&スピッツ
1. チェリー
収録アルバム：『インディゴ地平線』、『RECYCLE Greatest Hits of SPITZ』、『CYCLE HIT 1991-1997 Spitz Complete Single Collection』
調：ハ長調[15]
2. バニーガール
収録アルバム：『インディゴ地平線』（別ミックスで収録）

## チェリースタンプ
シングルのジャケットはメンバーの横顔の切手が並べられたものであるが、初回盤には切手型のシールが直接ジャケットに貼られている。また、7thアルバム『インディゴ地平線』の初回盤のオレンジトレーを外すと、中に入っているバックインレイにポストカードが印刷されており、その切手を貼るスペースが存在する。

## 限定7インチシングル
前年に発売されたアナログ盤『ロビンソン』（B面は「涙がキラリ☆」）に続き、ヒット曲をカップリングしたEPシリーズ“GOLDEN HIT SERIES”の二作目として、1996年7月7日に、アナログ盤（7インチシングル）として限定発売された。B面には、1994年の作品ながら、同年1月にドラマ「白線流し」に起用されチャートに急浮上し大ヒットとなった「空も飛べるはず」を収録。ジャケットは、ラムネ菓子ペッツのスピッツモデルの写真。

### 収録曲
- A面　 チェリー
- B面　 空も飛べるはず

## キャンペーンソング
- 2006年3月から3ヶ月にわたり、FM802春のキャンペーンソングとして起用。新しい春のスタンダードソングとして再びオンエアされた。また、スピッツのほかに多くのアーティストがカバーした音源が、FM802の放送、および着うたでのみ公開された。
- 主なカバーアーティストは以下のとおり。
押尾コータロー、KAN、斎藤誠、少年ナイフ、SALT & SUGAR（佐藤竹善と塩谷哲によるユニット）、スキマスイッチ、Scoobie Do、SEX MACHINEGUNS、CHABA、つじあやの、東京60WATTS、BONNIE PINK、PUFFY、POLYSICS、aiko、伴都美子（以上、順不同）
- 2006年5月24日、この楽曲をカバーしたアーティストが集まってのオムニバス・イベント『COLORS OF CHERRY』が開催され、ゲストとしてボーカルの草野も参加した。
- 2014年までに音源化されているものと収録作品名は以下のとおり（順不同）。押尾コータロー、少年ナイフ、スキマスイッチ、Scoobie Do、BONNIE PINK、aikoの各バージョンは正式に音源化されていない。
  - KAN - 2006年のシングル「世界でいちばん好きな人」
  - 斉藤誠 - 2007年のシングル「天気雨」
  - SALT & SUGAR - 2009年のアルバム「Interactive」
  - SEX MACHINGUNS - Anchang 名義の2007年のシングル「コブラツイスト」
  - CHABA - 2006年のシングル「涙」
  - つじあやの - 2004年のアルバム「COVER GIRL」
  - 東京60WATTS - 2006年のミニアルバム「Clover」
  - PUFFY - 2002年のアルバム「THE HIT PARADE」
  - POLYSICS - 2002年のアルバム「一期一会 Sweets for my SPITZ」

## 演奏
- 草野マサムネ : Vocals
- 三輪テツヤ : Guitars
- 田村明浩 : Bass
- 﨑山龍男 : Drums

チェリー
- 笹路正徳 : Keyboards
- ジェイク・H・コンセプション : Clarinet
- 柳沼寛 : Alto Sax
- 高野正幹 : Alto Sax
- 森守 : Tenor Sax
- 上里稔 : Baritone Sax
- 篠崎ストリングス : Strings
- 横山剛 : Programming

## この楽曲をカバーしたアーティスト
- POLYSICS -（2002年、アルバム『一期一会 Sweets for my SPITZ』）
- PUFFY -（2002年、アルバム『THE HIT PARADE』）
- Ynot -（2003年、シングル「Cherry」／2007年、映画『あなたを忘れない』のサウンドトラック）
- つじあやの -（2004年、アルバム『COVER GIRL』）
- 東京60WATTS -（2006年、ミニアルバム『clover』、KBCテレビ『前川清の笑顔まんてんタビ好キ』初代オープニングテーマ）
- アリスター -（2006年、アルバム『Guilty Pleasures』）
- KAN -（2006年、シングル『世界でいちばん好きな人』）
- 斎藤誠 -（2007年、シングル『天気雨』[16]）
- キンモクセイ -（2007年、アルバム『さくら』）
- SOTTE BOSSE -（2007年、アルバム『innocent view』）
- SISTER KAYA -（2007年、アルバム『桜〜Complete Japanesque Reggae〜』）
- tangerine. -（2008年、アルバム『FLAVOR BOSSA CASE SAKURA』）
- 伴都美子 -（2008年、アルバム『VOICE 2〜cover lovers rock〜』）
- 茉奈 佳奈 -（2009年、アルバム『ふたりうた2』）
- 井上昌己 -（2009年、アルバム『the covers of my color』）
- 阿部恭子 -（2009年、ミニアルバム『やさしいうた』）
- マリエ・ディグビー -（2009年、アルバム『Second Home』）
- SM☆SH -（2011年、アルバム『AIR SM☆SH 1』）
- BENI - （2012年、アルバム『COVERS:2』）
- Tiara - （2012年、カバーアルバム『Sweet Flavor ～cover song collection～』[17]）
- 福山雅治 - （2015年、アルバム『「魂リク」』）
- 鬼龍院翔 - （2017年、カバーアルバム『オニカバー90's』）
- Rune_(シンガーソングライター) - （2017年、カバーアルバム『RUNE COVER SELECTION』）
- グッバイフジヤマ - （2017年、メジャーデビューシングル「チェリー」[18]）
- 藤田恵美 - （2020年、アルバム『ココロの時間』）
- 渡辺美里 - （2021年、アルバム『うたの木　彼のすきな歌』）